# Czarnobielski Dukt
Czarnobielski Dukt  – górska droga leśna w Masywie Śnieżnika, w gminie Stronie Śląskie, (powiat kłodzki).

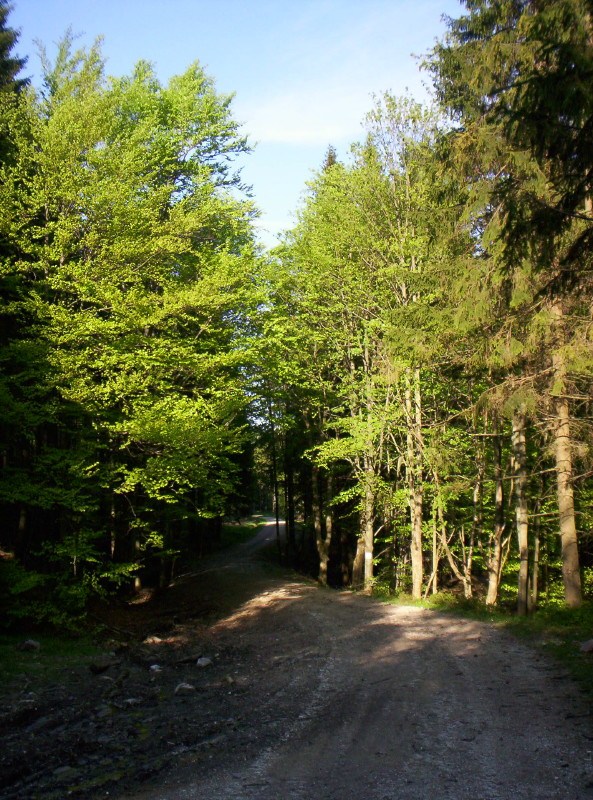
Czarnobielski Dukt

## Przebieg i opis
Droga leśna w Sudetach Wschodnich w Górach Bialskich, na obszarze Masywu Śnieżnika, prowadząca przez teren Śnieżnickiego Parku Krajobrazowego stanowi fragment głównej drogi leśnej przebiegającej przez całe Góry Bialskie wzdłuż Bielawki. Czarnobielski Dukt odchodzi na wschód od Drogi Marianny między Wielkim Rozdrożem a Suchą Przełęczą dalej doliną wzdłuż Bielawki dochodzi do Nowej Bieli. Na poziomie 780 m n.p.m. u północno-wschodniego podnóża Białej Kopy od drogi odchodzi w kierunku południowo-zachodnim Czarny Dukt. Droga ma długość 3,53 km przy różnicy wzniesień ok. 200 m. Obecnie Czarnobielski Dukt uznawany jest czasem za wschodnią część Drogi Marianny niem. Altmährische Strasse).

## Historia
Drogę wybudowano w XIX jako jedną z leśnych dróg w dobrach klucza strońskiego należącego do królewny Marianny Orańskiej. W tamtym okresie droga miała ważne znaczenie dla lokalnego przemysłu i ruchu turystycznego, służyła głównie do wywózki drewna pozyskiwanego na terenie Gór Bialskich. Droga do pierwszych lat XX wieku miała ważne znaczenie gospodarcze i turystyczne oraz stanowiła połączenie ośrodków przemysłowych. W obecnym czasie droga straciła swoje znaczenie gospodarcze i zaliczana jest do jednych z zapomnianych dróg w Masywie Śnieżnika.